# Pariambia rubrirena
Pariambia rubrirena là một loài bướm đêm trong họ Noctuidae.